# Sarai Sidhu
Sarai Sidhu é uma cidade do Paquistão localizada na província de Punjab.